# Cristian Ferreira
Cristian Ezequiel Ferreira (Córdoba, 12 september 1999) is een Argentijns voetballer die doorgaans speelt als middenvelder. In september 2024 verruilde hij River Plate voor Argentinos Juniors.

## Clubcarrière
Ferreira speelde in de jeugdopleiding van River Plate. Deze doorliep hij en hij maakte zijn professionele debuut op 29 oktober 2017, toen in de Primera División met 4–0 verloren werd van Talleres de Córdoba door doelpunten van Juan Edgardo Ramírez (tweemaal), Marcelo Torres en Lucas Olaza. De middenvelder mocht van coach Marcelo Gallardo na zesenzestig minuten als invaller voor Exequiel Palacios het veld betreden. Zijn eerste doelpunt maakte hij op 27 oktober 2018. In eigen huis werd gespeeld tegen Aldosivi. Na een assist van Enzo Pérez zorgde Ferreira elf minuten na rust voor het enige doelpunt van de wedstrijd: 1–0. In maart 2019 verlengde de Argentijn zijn contract tot medio 2022.
Begin 2021 werd hij tot het einde van het kalenderjaar op huurbasis overgenomen door Colón. Medio 2022 werd Ferreira voor de tweede maal verhuurd, dit keer voor anderhalf jaar aan Newell's Old Boys. Na zijn terugkeer verhuurde River Plate hem opnieuw, ditmaal aan San Lorenzo. Argentinos Juniors nam de middenvelder in september 2024 over voor omgerekend circa zeshonderdduizend euro.

## Clubstatistieken
| Seizoen | Club                | Competitie       | Competitie | Competitie | Beker | Beker | Internationaal | Internationaal | Totaal | Totaal |
| Seizoen | Club                | Competitie       | Wed.       | Dlp.       | Wed.  | Dlp.  | Wed.           | Dlp.           | Wed.   | Dlp.   |
| ------- | ------------------- | ---------------- | ---------- | ---------- | ----- | ----- | -------------- | -------------- | ------ | ------ |
| 2017/18 | River Plate         | Primera División | 2          | 0          | 0     | 0     | —              | —              | 2      | 0      |
| 2018/19 | River Plate         | Primera División | 14         | 4          | 6     | 1     | 4              | 1              | 24     | 6      |
| 2019/20 | River Plate         | Primera División | 7          | 0          | 2     | 0     | 3              | 0              | 12     | 0      |
| 2020/21 | River Plate         | Primera División | 5          | 0          | 0     | 0     | 4              | 0              | 9      | 0      |
| 2021    | → Colón             | Primera División | 21         | 3          | 2     | 0     | —              | —              | 23     | 3      |
| 2022    | River Plate         | Primera División | 2          | 0          | 0     | 0     | 0              | 0              | 2      | 0      |
| 2022    | → Newell's Old Boys | Primera División | 8          | 0          | 1     | 0     | —              | —              | 9      | 0      |
| 2023    | → Newell's Old Boys | Primera División | 32         | 4          | 1     | 0     | 5              | 0              | 38     | 4      |
| 2024    | → San Lorenzo       | Primera División | 14         | 3          | 0     | 0     | 2              | 0              | 16     | 3      |
| 2024    | Argentinos Juniors  | Primera División | 0          | 0          | 0     | 0     | —              | —              | 0      | 0      |
| Totaal  | Totaal              | Totaal           | 105        | 14         | 12    | 1     | 18             | 1              | 135    | 16     |

Bijgewerkt op 17 september 2024.